# Anatkas-Abyzowo
Anatkas-Abyzowo (ros. Анаткас-Абызово) – wieś (dieriewnia) w Rosji, w Czuwaszji, w rejonie wurnarskim. W 2021 liczyła 182 mieszkańców.